# Fort Collins
Fort Collins – miasto w Stanach Zjednoczonych, w stanie Kolorado, nad rzeką Cache la Poudre.

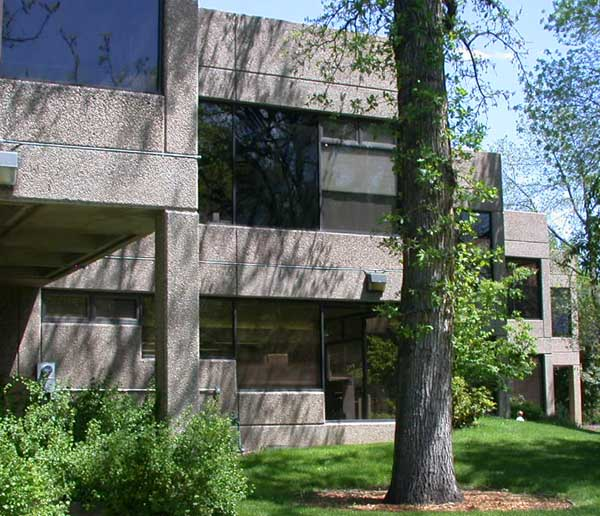
Biblioteka Publiczna w Fort Collins

## Charakterystyka
Znajduje się około 90 km na północ od Denver, u podnóża Gór Skalistych. Według spisu w 2020 roku liczy 169,8 tys. mieszkańców i jest czwartym co do wielkości miastem stanu Kolorado. Obszar metropolitalny Fort Collins obejmuje 362,5 tys. mieszkańców. 
Siedziba uniwersytetu stanowego Colorado State University.
W mieście rozwinął się przemysł cukrowniczy oraz chemiczny.